# Montree Promsawat
Montree Promsawat (tiếng Thái: มนตรี พรมสวัสดิ์, sinh ngày 27 tháng 8 năm 1995), là một cầu thủ bóng đá người Thái Lan thi đấu ở vị trí tiền vệ chạy cánh và tiền vệ cho câu lạc bộ Giải bóng đá Ngoại hạng Thái Lan Ratchaburi Mitr Phol.

## Sự nghiệp quốc tế
Vào tháng 8 năm 2017, anh đoạt chức vô địch Bóng đá tại Đại hội Thể thao Đông Nam Á 2017 cùng với U-23 Thái Lan.

## Bàn thắng quốc tế

### U-23
| Montree Promsawat – bàn thắng cho U-23 Thái Lan | Montree Promsawat – bàn thắng cho U-23 Thái Lan | Montree Promsawat – bàn thắng cho U-23 Thái Lan | Montree Promsawat – bàn thắng cho U-23 Thái Lan | Montree Promsawat – bàn thắng cho U-23 Thái Lan | Montree Promsawat – bàn thắng cho U-23 Thái Lan | Montree Promsawat – bàn thắng cho U-23 Thái Lan | Montree Promsawat – bàn thắng cho U-23 Thái Lan |
| #                                               | Ngày                                            | Địa điểm                                        | Đối thủ                                         | Tỉ số                                           | Kết quả                                         | Giải đấu                                        |                                                 |
| ----------------------------------------------- | ----------------------------------------------- | ----------------------------------------------- | ----------------------------------------------- | ----------------------------------------------- | ----------------------------------------------- | ----------------------------------------------- | ----------------------------------------------- |
| 1.                                              | 22 tháng 8 năm 2017                             | Selayang, Malaysia                              | Philippines                                     | 1–0                                             | 2–0                                             | Đại hội Thể thao Đông Nam Á 2017                |                                                 |

## Danh hiệu

### Quốc tế
U-23 Thái Lan
- SEA Games  Huy chương Vàng (1); 2017

U-21 Thái Lan
- Nations Cup (1): 2016